# Cephenemyia phobifer
Cephenemyia phobifer   - owad z  rodziny gzowatych.  Jego larwy pasożytują na jeleniu wirginijskim (Odocoileus virginianus).